# Miasta Wysp Owczych

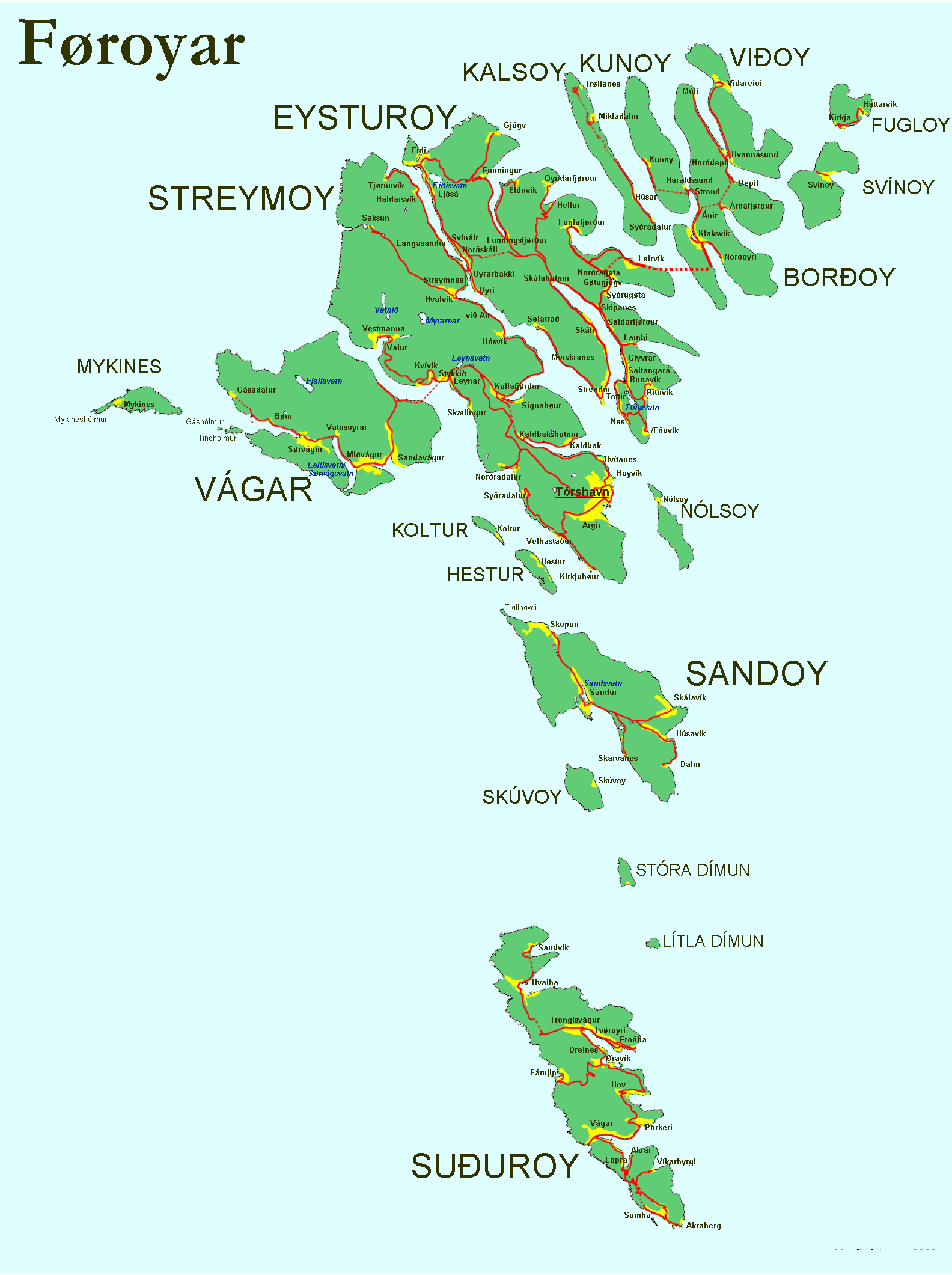
Mapa z miejscowościami na Wyspach Owczych

Według danych oficjalnych pochodzących z 2011 roku Wyspy Owcze posiadały 9 miast o ludności przekraczającej 1 000 mieszkańców. Stolica kraju Thorshavn jako jedyne miasto liczyło ponad 10 tys. mieszkańców; reszta miast poniżej 5 tys. mieszkańców.

## Największe miasta na Wyspach Owczych
Dziś miejscowości Wysp Owczych są umieszczone według dwóch typów gmin – większe zrzeszone są w Kommunusamskipan Føroya, można je porównać do polskich gmin miejsko-wiejskich oraz te należące do Føroya Kommunufelag, które są odpowiednikiem gmin wiejskich. Prócz miast do nich należących ponad 1000 mieszkańców mają jeszcze trzy osady. Poniższa tabela ilustruje zmiany demograficzne 22 największych miast i miejscowości od roku 1985.
| lp. | Miasto       | Ludność 1985 r. | Ludność 2000 r. | Ludność 2015 r. | Ludność 2016 r. |
| --- | ------------ | --------------- | --------------- | --------------- | --------------- |
| 1.  | Thorshavn    | 12 351          | 12 277          | 12 621          | 12 782          |
| 2.  | Klaksvík     | 4 726           | 4 533           | 4 600           | 4 685           |
| 3.  | Hoyvík       | 810             | 2 245           | 3 798           | 3 850           |
| 4.  | Argir        | 1 261           | 1 585           | 1 979           | 2 032           |
| 5.  | Fuglafjørður | 1 597           | 1 466           | 1 502           | 1 485           |
| 6.  | Vágur        | 1 759           | 1 403           | 1 333           | 1 330           |
| 7.  | Vestmanna    | 1 305           | 1 210           | 1 212           | 1 212           |
| 8.  | Miðvágur     | 1 022           | 906             | 1 060           | 1 080           |
| 9.  | Sørvágur     | 968             | 886             | 987             | 1 011           |
| 10. | Saltangará   | 692             | 732             | 977             | 1 007           |
| 11. | Leirvík      | 790             | 816             | 895             | 902             |
| 12. | Sandavágur   | 768             | 689             | 881             | 861             |
| 13. | Tvøroyri     | 1 405           | 1 138           | 814             | 817             |
| 14. | Toftir       | 675             | 753             | 787             | 792             |
| 15. | Strendur     | 733             | 790             | 765             | 780             |
| 16. | Kollafjørður | 777             | 762             | 749             | 761             |
| 17. | Skáli        | 629             | 537             | 672             | 657             |
| 18. | Hvalba       | 716             | 655             | 638             | 624             |
| 19. | Eiði         | 572             | 633             | 631             | 621             |
| 19. | Norðragøta   | 458             | 527             | 630             | 616             |
| 21. | Runavík      | 406             | 464             | 526             | 532             |
| 22. | Sandur       | 656             | 557             | 526             | 527             |

## Alfabetyczna lista miast i miejscowości na Wyspach Owczych
Opisana tu lista miast i miejscowości na Wyspach Owczych zawiera dane na temat liczby ludności każdej z osad. Zawierają się tam również kody pocztowe, lata założenia, gminy i regiony, w których się znajdują, wyspy, a także współrzędne geograficzne. Całość ułożona alfabetycznie.
Dane zostały zaczerpnięte z oficjalnej witryny statystycznej Wysp Owczych na dzień 1 stycznia 2007 roku.
Przejdź do: 

### Æ, A, Á
| - Æðuvík – 100 mieszkańców, FO 645, 1897, gmina Runavík, region Eysturoy, Eysturoy 62°04′11″N 6°41′24″W/62,069722 -6,690000 - Akraberg – 0 mieszkańców, zamieszkana ok. 625–1350, gmina Sumba, region Suðuroy, Suðuroy, | - Akrar – 28 mieszkańców, FO 927, 1817, gmina Sumba, region Suðuroy, Suðuroy, 61°27′20″N 6°45′33″W/61,455556 -6,759167 - Ánir – 16 mieszkańców, FO 726, 1840, gmina Klaksvík, Norðoyar, Borðoy, 62°15′23″N 6°34′40″W/62,256389 -6,577778 | - Argir – 1 907 mieszkańców, FO 160, 1630, gmina Thorshavn, region Streymoy, Streymoy, 61°59′53″N 6°46′23″W/61,998056 -6,773056 - Árnafjørður – 53 mieszkańców, FO 727, ?, gmina Klaksvík, Norðoyar, Borðoy, 62°15′21″N 6°32′03″W/62,255833 -6,534167 |

### B
| - Bøur – 71 mieszkańców, FO 386, XIII/XIV wiek, gmina Sørvágur, region Vágar, Vágar, 62°05′27″N 7°22′03″W/62,090833 -7,367500 | - Blankaskáli – 0 mieszkańców, 1584–1816, gmina Húsar, Norðoyar, Kalsoy, 62°13′36″N 6°41′29″W/62,226667 -6,691389 |  |

### D
| - Dalur – 49 mieszkańców, FO 235, 1404, gmina Húsavík, region Sandoy, Sandoy, 61°46′56″N 6°40′32″W/61,782222 -6,675556 | - Depil – 2 mieszkańców, FO 235, 1404, gmina Hvannasund, Norðoyar, Borðoy, 62°17′10″N 6°31′39″W/62,286111 -6,527500 | - Dímun – 7 mieszkańców, FO 286, X wiek, gmina Skúvoy, region Sandoy, Stóra Dímun, 61°41′50″N 6°45′05″W/61,697222 -6,751389 |

### E
| - Eiði – 650 mieszkańców, FO 470, XIV wiek (I poł.), gmina Eiði, region Eysturoy, Eysturoy, 62°18′01″N 7°05′20″W/62,300278 -7,088889 | - Elduvík – 30 mieszkańców, FO 478, XIV wiek (II poł.), gmina Runavík, region Eysturoy, Eysturoy, 62°16′57″N 6°54′35″W/62,282500 -6,909722 |  |

### F
| - Fámjin – 113 mieszkańców, FO 870, XIV wiek (II poł.), gmina Fámjin, region Suðuroy, Suðuroy, 61°31′35″N 6°52′37″W/61,526389 -6,876944 - Froðba – 132 mieszkańców, FO 825, XI wiek, gmina Tvøroyri, region Suðuroy, Suðuroy, 61°32′53″N 6°46′20″W/61,548056 -6,772222 | - Fuglafjørður – 1 542 mieszkańców, FO 530, XI wiek, gmina Fuglafjørður, region Eysturoy, Eysturoy, 62°14′40″N 6°48′52″W/62,244444 -6,814444 - Funningsfjørður – 64 mieszkańców, FO 477, 1832, gmina Runavík, region Eysturoy, Eysturoy, 62°14′17″N 6°55′44″W/62,238056 -6,928889 | - Funningur – 75 mieszkańców, FO 475, 1584, gmina Funningur, region Eysturoy, Eysturoy, 62°17′17″N 6°58′02″W/62,288056 -6,967222 |

### G
| - Gásadalur – 15 mieszkańców, FO 387, XIV wiek (II poł.), gmina Sørvágur, region Vágar, Vágar, 62°06′44″N 7°26′05″W/62,112222 -7,434722 - Gjógv – 49 mieszkańców, FO 476, 1584, gmina Sunda, region Eysturoy, Eysturoy, 62°19′30″N 6°56′28″W/62,325000 -6,941111 | - Glyvrar – 407 mieszkańców, FO 625, 1584, gmina Runavík, region Eysturoy, Eysturoy, 62°07′53″N 6°43′27″W/62,131389 -6,724167 - Gøtueiði – 33 mieszkańców, FO 666, 1850, gmina Gøta, region Eysturoy, Eysturoy, 62°10′30″N 6°46′19″W/62,175000 -6,771944 | - Gøtugjógv – 51 mieszkańców, FO 511, 1584, gmina Gøta, region Eysturoy, Eysturoy, 62°11′25″N 6°44′47″W/62,190278 -6,746389 |

### H
| - Haldarsvík – 157 mieszkańców, FO 440, 1584, gmina Sunda, region Streymoy, Streymoy, 62°16′37″N 7°05′25″W/62,276944 -7,090278 - Haraldssund – 77 mieszkańców, FO 785, XII wiek, gmina Kunoy, Norðoyar, Kunoy, 62°16′20″N 6°36′07″W/62,272222 -6,601944 - Hattarvík – 16 mieszkańców, FO 767, XIV wiek (II poł.), gmina Fugloy, Norðoyar, Fugloy, 62°19′51″N 6°16′25″W/62,330833 -6,273611 - Hellur – 26 mieszkańców, FO 695, 1849, gmina Fuglafjørður, region Eysturoy, Eysturoy, 62°15′49″N 6°50′40″W/62,263611 -6,844444 - Hestur – 34 mieszkańców, FO 280, 1584, gmina Thorshavn, region Streymoy, Hestur, 61°57′27″N 6°53′13″W/61,957500 -6,886944 | - Hósvík – 309 mieszkańców, FO 280, 1584, gmina Sunda, region Streymoy, Streymoy, 62°09′17″N 6°56′25″W/62,154722 -6,940278 - Hov – 125 mieszkańców, FO 960, IX wiek, gmina Hov, region Suðuroy, Suðuroy, 61°30′30″N 6°45′29″W/61,508333 -6,758056 - Hoyvík – 3 133 mieszkańców, FO 188, 1584, gmina Thorshavn, region Streymoy, Streymoy, 62°01′32″N 6°45′32″W/62,025556 -6,758889 - Húsar – 52 mieszkańców, FO 796, XIV wiek (II poł.), gmina Húsar, Norðoyar, Kalsoy, 62°15′54″N 6°40′53″W/62,265000 -6,681389 - Húsavík – 77 mieszkańców, FO 230, XIV wiek (II poł.), gmina Húsavík, region Sandoy, Sandoy, 61°48′38″N 6°40′35″W/61,810556 -6,676389 | - Hvalba – 77 mieszkańców, FO 850, XII wiek, gmina Hvalba, region Suðuroy, Suðuroy, 61°36′07″N 6°56′58″W/61,601944 -6,949444 - Hvalvík – 215 mieszkańców, FO 430, XIV wiek (II poł.), gmina Sunda, region Streymoy, Streymoy, 62°11′23″N 7°01′51″W/62,189722 -7,030833 - Hvannasund – 257 mieszkańców, FO 740, 1584, gmina Hvannasund, Norðoyar, Viðoy, 62°17′43″N 6°30′58″W/62,295278 -6,516111 - Hvítanes – 93 mieszkańców, FO 187, 1837, gmina Thorshavn, region Streymoy, Streymoy, 62°02′48″N 6°46′10″W/62,046667 -6,769444 |

### I
| - Innan Glyvur – 77 mieszkańców, FO 494, 1884, gmina Sjóvar, region Eysturoy, Eysturoy, 62°08′21″N 6°45′24″W/62,139167 -6,756667 |

### K
| - Kaldbak – 217 mieszkańców, FO 180, 1584, gmina Thorshavn, region Streymoy, Streymoy, 62°03′47″N 6°49′34″W/62,063056 -6,826111 - Kaldbaksbotnur – 7 mieszkańców, FO 185, ?, gmina Thorshavn, region Streymoy, Streymoy, 62°03′58″N 6°54′45″W/62,066111 -6,912500 - Kirkja – 28 mieszkańców, FO 766, ?, gmina Fugloy, Norðoyar, Fulgloy, 62°19′10″N 6°18′51″W/62,319444 -6,314167 - Kirkjubøur – 75 mieszkańców, FO 175, XIV wiek (II poł.), gmina Thorshavn, region Streymoy, Streymoy, 61°57′22″N 6°47′37″W/61,956111 -6,793611 | - Klaksvík – 4 666 mieszkańców, FO 700, 1584, gmina Klaksvík, Norðoyar, Borðoy, 62°13′26″N 6°34′43″W/62,223889 -6,578611 - Kolbanargjógv – 39 mieszkańców, FO 495, ?, gmina Sjóvar, region Eysturoy, Eysturoy, 62°06′30″N 6°47′06″W/62,108333 -6,785000 - Kollafjørður – 817 mieszkańców, FO 410, XIV wiek (II poł.), gmina Thorshavn, region Streymoy, Streymoy, 62°07′06″N 6°54′20″W/62,118333 -6,905556 | - Koltur – 2 mieszkańców, FO 285, XIV/XV wiek, gmina Thorshavn, region Streymoy, Koltur, 61°59′13″N 6°57′53″W/61,986944 -6,964722 - Kunoy – 80 mieszkańców, FO 780, XIV wiek (II poł.), gmina Kunoy, Norðoyar, Kunoy, 62°17′37″N 6°40′02″W/62,293611 -6,667222 - Kvívík – 397 mieszkańców, FO 780, VIII wiek (II poł.), gmina Kvívík, region Streymoy, Streymoy, 62°07′14″N 7°04′04″W/62,120556 -7,067778 |

### L
| - Lambareiði – 10 mieszkańców, FO 626, ?, gmina Runavík, region Eysturoy, Eysturoy, 62°08′31″N 6°43′44″W/62,141944 -6,728889 - Lambi – 145 mieszkańców, FO 627, XIV wiek (II poł.), gmina Runavík, region Eysturoy, Eysturoy, 62°08′33″N 6°42′08″W/62,142500 -6,702222 - Langasandur – 37 mieszkańców, FO 438, 1838, gmina Sunda, region Streymoy, Streymoy, 62°14′14″N 7°03′13″W/62,237222 -7,053611 | - Leirvík – 873 mieszkańców, FO 520, XIV wiek (II poł.), gmina Leirvík, region Eysturoy, Eysturoy, 62°12′40″N 6°42′22″W/62,211111 -6,706111 - Leynar – 113 mieszkańców, FO 335, 1584, gmina Kvívík, region Streymoy, Streymoy, 62°06′58″N 7°02′22″W/62,116111 -7,039444 | - Ljósá – 35 mieszkańców, FO 466, 1840, gmina Eiði, region Eysturoy, Eysturoy, 62°16′06″N 7°03′01″W/62,268333 -7,050278 - Lopra – 104 mieszkańców, FO 926, 1834, gmina Sumba, region Suðuroy, Suðuroy, 61°26′40″N 6°46′08″W/61,444444 -6,768889 |

### M
| - Miðvágur – 1 046 mieszkańców, FO 370, XIV wiek (II poł.), gmina Miðvágur, region Vágar, Vágar, 62°03′04″N 7°11′38″W/62,051111 -7,193889 - Mikladalur – 41 mieszkańców, FO 797, XIV wiek (II poł.), gmina Klaksvík, Norðoyar, Kalsoy, 62°20′09″N 6°45′50″W/62,335833 -6,763889 | - Mjørkadalur – 1 mieszkaniec, –, 1963, gmina Thorshavn, region Streymoy, Streymoy, - Morskranes – 41 mieszkańców, FO 496, 1877 (1830?), gmina Sjóvar, region Eysturoy, Eysturoy, 62°07′59″N 6°50′31″W/62,133056 -6,841944 | - Múli – 3 mieszkańców, FO 737, XIV wiek (II poł.), gmina Hvannasund, Norðoyar, Borðoy, 62°21′10″N 6°34′47″W/62,352778 -6,579722 - Mykines – 19 mieszkańców, FO 388, XIV/XV wiek, gmina Sørvágur, region Vágar, Mykines, 62°06′15″N 7°38′46″W/62,104167 -7,646111 |

### N
| - Nes – 264 mieszkańców, FO 370, XIV wiek (II poł.), gmina Nes, region Eysturoy, Eysturoy, 62°03′04″N 7°11′38″W/62,051111 -7,193889 - Nes – 30 mieszkańców, FO 925, ?, gmina Vágur, region Suðuroy, Suðuroy, 61°28′20″N 6°45′33″W/61,472222 -6,759167 - Nesið – 0 mieszkańców, –, ?, gmina Kvívík, region Streymoy, Streymoy, 62°09′03″N 7°09′00″W/62,150833 -7,150000 - Nesvík – 1 mieszkaniec, FO 437, ?, gmina Sunda, region Streymoy, Streymoy, 62°12′35″N 7°00′30″W/62,209722 -7,008333 | - Nólsoy – 252 mieszkańców, FO 270, XIV/XV wiek, gmina Thorshavn, region Streymoy, Nólsoy, 62°00′33″N 6°40′07″W/62,009167 -6,668611 - Norðdepil – 173 mieszkańców, FO 730, 1866, gmina Hvannasund, Norðoyar, Borðoy, 62°17′51″N 6°31′32″W/62,297500 -6,525556 - Norðoyri – 83 mieszkańców, FO 725, 1584, gmina Klaksvíkar, Norðoyar, Borðoy, 62°12′50″N 6°32′27″W/62,213889 -6,540833 - Norðradalur – 14 mieszkańców, FO 178, 1584, gmina Thorshavn, region Streymoy, Streymoy, 62°02′25″N 6°55′22″W/62,040278 -6,922778 | - Norðragøta – 567 mieszkańców, FO 512, IX wiek, gmina Gøtu, region Eysturoy, Eysturoy, 62°12′03″N 6°44′27″W/62,200833 -6,740833 - Norðskáli – 275 mieszkańców, FO 460, 1584, gmina Sunda, region Eysturoy, Eysturoy, 62°12′47″N 6°59′59″W/62,213056 -6,999722 - Norðtoftir – 6 mieszkańców, FO 735, 1584, gmina Hvannasund, Norðoyar, Borðoy, 62°16′38″N 6°30′49″W/62,277222 -6,513611 |

### Ø, O
| - Øravík – 40 mieszkańców, FO 827, ?, gmina Tvøroyri, region Suðuroy, Suðuroy, 61°32′10″N 6°48′31″W/61,536111 -6,808611 - Øravíkarlíð – 62 mieszkańców, FO 826, ?, gmina Tvøroyri, region Suðuroy, Suðuroy, 61°33′02″N 6°49′40″W/61,550556 -6,827778 | - Oyndarfjørður – 161 mieszkańców, FO 690, XII/XIII wiek, gmina Runavík, region Eysturoy, Eysturoy, 62°16′40″N 6°51′04″W/62,277778 -6,851111 - Oyrarbakki – 101 mieszkańców, FO 400, ?, gmina Sunda, region Eysturoy, Eysturoy, 62°12′05″N 6°59′40″W/62,201389 -6,994444 | - Oyrareingir – 42 mieszkańców, FO 415, 1584, gmina Thorshavn, region Streymoy, Streymoy, 62°06′19″N 6°57′41″W/62,105278 -6,961389 - Oyri – 139 mieszkańców, FO 450, XIV wiek (II poł.), gmina Sunda, region Eysturoy, Eysturoy, 62°11′26″N 6°58′24″W/62,190556 -6,973333 |

### P
| - Porkeri – 333 mieszkańców, FO 950, XIV wiek (II poł.), gmina Porkeri, region Suðuroy, Suðuroy, 61°28′59″N 6°44′36″W/61,483056 -6,743333 |

### R
| - Rituvík – 268 mieszkańców, FO 640, 1873, gmina Runavík, region Eysturoy, Eysturoy, 62°06′25″N 6°40′58″W/62,106944 -6,682778 | - Runavík – 470 mieszkańców, FO 620, 1916, gmina Runavík, region Eysturoy, Eysturoy, 62°06′34″N 6°43′09″W/62,109444 -6,719167 |  |

### S
| - Saksun – 25 mieszkańców, FO 436, XIV/XV wiek, gmina Sunda, region Streymoy, Streymoy, 62°14′56″N 7°10′33″W/62,248889 -7,175833 - Saltangará – 860 mieszkańców, FO 600, 1846, gmina Runavík, region Eysturoy, Eysturoy, 62°07′03″N 6°43′07″W/62,117500 -6,718611 - Saltnes – 153 mieszkańców, FO 656, ?, gmina Nes, region Eysturoy, Eysturoy, 62°06′19″N 6°44′22″W/62,105278 -6,739444 - Sandavágur – 797 mieszkańców, FO 360, XII/XIII wiek, gmina Sandavágur, region Vágar, Vágar, 62°03′24″N 7°09′15″W/62,056667 -7,154167 - Sandur – 586 mieszkańców, FO 210, XVIII/IX wiek, gmina Sandur, region Sandoy, Sandoy, 61°50′10″N 6°48′38″W/61,836111 -6,810556 - Sandvík – 112 mieszkańców, FO 860, IX/X wiek, gmina Hvalba, region Suðuroy, Suðuroy, 61°38′16″N 6°55′19″W/61,637778 -6,921944 - Selatrað – 58 mieszkańców, FO 497, XIV wiek (II poł.), gmina Sjóvar, region Eysturoy, Eysturoy, 62°09′31″N 6°52′41″W/62,158611 -6,878056 - Signabøur – 157 mieszkańców, FO 416, 1584, gmina Thorshavn, region Streymoy, Streymoy, 62°05′48″N 6°55′43″W/62,096667 -6,928611 - Skálabotnur – 100 mieszkańców, FO 485, 1630, gmina Runavík, region Eysturoy, Eysturoy, 62°11′52″N 6°50′59″W/62,197778 -6,849722 - Skálatoftir – 0 mieszkańców, –, zamieszkana ok. 1584–1914, gmina Klaksvík, Norðoyar, Borðoy, 62°19′00″N 6°36′00″W/62,316667 -6,600000 - Skálavík – 183 mieszkańców, FO 220, XIV wiek (II poł.), gmina Skálavík, region Eysturoy, Eysturoy, 61°50′01″N 6°39′33″W/61,833611 -6,659167 | - Skáli – 657 mieszkańców, FO 480, XIV/XV wiek, gmina Runavík, region Eysturoy, Eysturoy, 62°09′44″N 6°46′57″W/62,162222 -6,782500 - Skælingur – 11 mieszkańców, FO 336, XIV/XV wiek, gmina Kvívík, region Streymoy, Streymoy, 62°05′45″N 7°00′24″W/62,095833 -7,006667 - Skarð – 0 mieszkańców, –, zamieszkana ok. 1584–1920, gmina Kunoy, Norðoyar, Kunoy, 62°19′27″N 6°39′09″W/62,324167 -6,652500 - Skarvanes – 5 mieszkańców, FO 236, 1404, gmina Húsavík, region Sandoy, Sandoy, 61°47′35″N 6°44′13″W/61,793056 -6,736944 - Skipanes – 55 mieszkańców, FO 665, 1841, gmina Runavík, region Eysturoy, Eysturoy, 62°10′06″N 6°45′40″W/62,168333 -6,761111 - Skopun – 507 mieszkańców, FO 240, 1833, gmina Skopun, region Sandoy, Sandoy, 61°54′11″N 6°52′29″W/61,903056 -6,874722 - Skúvoy – 50 mieszkańców, FO 260, X/XI wiek, gmina Skúvoy, region Sandoy, Skúvoy, 61°46′27″N 6°48′17″W/61,774167 -6,804722 - Slættanes – 0 mieszkańców, –, 1835–1965, gmina Sandavágur, region Vágar, Vágar, 62°08′59″N 7°13′57″W/62,149722 -7,232500 - Søldarfjørður – 351 mieszkańców, FO 660, XII/XIII wiek, gmina Runavík, region Eysturoy, Eysturoy, 62°09′35″N 6°45′04″W/62,159722 -6,751111 - Sørvágur – 966 mieszkańców, FO 380, XIV wiek (II poł.), gmina Sørvágur, region Vágar, Vágar, 62°04′28″N 7°18′34″W/62,074444 -7,309444 - Strendur – 812 mieszkańców, FO 490, XIV/XV wiek, gmina Sjóvar, region Eysturoy, Eysturoy, 62°06′46″N 6°45′23″W/62,112778 -6,756389 | - Streymnes – 184 mieszkańców, FO 435, 1584, gmina Sunda, region Streymoy, Streymoy, 62°11′35″N 7°01′54″W/62,193056 -7,031667 - Strond – 0 mieszkańców, –, zamieszkana ok. 1584–1930, gmina Klaksvík, Norðoyar, Borðoy - Stykkið – 40 mieszkańców, FO 330, 1845, gmina Kvívík, region Streymoy, Streymoy, 62°07′00″N 7°02′52″W/62,116667 -7,047778 - Sumba – 250 mieszkańców, FO 970, XII/XIII wiek, gmina Sumba, region Suðuroy, Suðuroy, 61°24′21″N 6°42′19″W/61,405833 -6,705278 - Sund – 3 mieszkańców, FO 186, 1584, gmina Thorshavn, region Streymoy, Streymoy, 62°02′59″N 6°50′46″W/62,049722 -6,846111 - Svínáir – 20 mieszkańców, FO 465, 1827, gmina Eiði, region Eysturoy, Eysturoy, 62°13′46″N 7°01′25″W/62,229444 -7,023611 - Svínoy – 52 mieszkańców, FO 765, IX/X wiek, gmina Svínoy, Norðoyar, Svínoy, 62°16′47″N 6°20′55″W/62,279722 -6,348611 - Syðradalur – 9 mieszkańców, FO 795, 1812, gmina Húsar, Norðoyar, Kalsoy, 62°14′46″N 6°39′48″W/62,246111 -6,663333 - Syðradalur – 7 mieszkańców, FO 177, 1590, gmina Thorshavn, region Streymoy, Streymoy, 62°01′27″N 6°54′36″W/62,024167 -6,910000 - Syðrugøta – 415 mieszkańców, FO 513, 1584, gmina Gøta, region Eysturoy, Eysturoy, 62°11′12″N 6°45′12″W/62,186667 -6,753333 |

### T
| - Thorshavn (Tórshavn) – 12 393 mieszkańców, FO 100, IX/X wiek, gmina Thorshavn, region Streymoy, Streymoy, 62°00′42″N 6°46′03″W/62,011667 -6,767500 - Tjørnuvík – 72 mieszkańców, FO 445, VIII/IX wiek, gmina Sunda, region Streymoy, Streymoy, 62°17′17″N 7°08′27″W/62,288056 -7,140833 | - Toftir – 821 mieszkańców, FO 650, 1584, gmina Nes, region Eysturoy, Eysturoy, 62°05′20″N 6°44′08″W/62,088889 -6,735556 - Trøllanes – 27 mieszkańców, FO 798, 1584, gmina Klaksvík, Norðoyar, Kalsoy, 62°21′43″N 6°47′18″W/62,361944 -6,788333 | - Trongisvágur – 406 mieszkańców, FO 826, 1584, gmina Tvøroyri, region Suðuroy, Suðuroy, 61°33′50″N 6°50′40″W/61,563889 -6,844444 - Tvøroyri – 1 179 mieszkańców, FO 800, 1836, gmina Tvøroyri, region Suðuroy, Suðuroy, 61°33′21″N 6°48′12″W/61,555833 -6,803333 |

### U
| - Undir Gøtueiði – 33 mieszkańców, FO ?, ?, gmina Gøta, region Eysturoy, Eysturoy | - Úti á Bø – 0 mieszkańców, –, zamieszkana ok. 1584–XIX wiek, gmina Thorshavn, region Streymoy, Streymoy, 61°56′36″N 6°46′12″W/61,943333 -6,770000 |  |

### V
| - Vágur – 1 402 mieszkańców, FO 900, XIV wiek (II poł.), gmina Vágur, region Suðuroy, Suðuroy, 61°28′31″N 6°48′26″W/61,475278 -6,807222 - Válur – 48 mieszkańców, FO 358, ?, gmina Kvívík, region Streymoy, Streymoy, 61°56′36″N 7°08′46″W/61,943333 -7,146111 - Vatnsoyrar – 54 mieszkańców, FO 385, 1921, gmina Miðvágur, region Vágar, Vágar, 62°04′27″N 7°14′53″W/62,074167 -7,248056 | - Velbastaður – 186 mieszkańców, FO 176, 1584, gmina Thorshavn, region Streymoy, Streymoy, 61°59′05″N 6°51′02″W/61,984722 -6,850556 - Vestmanna – 1 234 mieszkańców, FO 350, XIV/XV wiek, gmina Vestmanna, region Streymoy, Streymoy, 62°09′23″N 7°09′59″W/62,156389 -7,166389 - Við Gjónna – 0 mieszkańców, –, 1815–?, gmina Kvívík, region Streymoy, Streymoy | - Viðareiði – 339 mieszkańców, FO 750, XIV wiek (II poł.), gmina Viðareiði, Norðoyar, Viðoy, 62°21′35″N 6°31′58″W/62,359722 -6,532778 - Víkar – 0 mieszkańców, –, 1833–1910, gmina Sørvágur, region Vágar, Vágar, 62°08′00″N 7°22′00″W/62,133333 -7,366667 - Víkarbyrgi – 1 mieszkaniec, FO 928, XI/XII wiek, ponownie w 1830, gmina Sumba, region Suðuroy, Suðuroy, 61°26′34″N 6°43′28″W/61,442778 -6,724444 |